# Le Chesnay
Le Chesnay – miejscowość i dawna gmina we Francji, w regionie Île-de-France, w departamencie Yvelines. W 2016 roku populacja ówczesnej gminy wynosiła 28 558 mieszkańców.
W dniu 1 stycznia 2019 roku z połączenia dwóch ówczesnych gmin – Le Chesnay oraz Rocquencourt – powstała nowa gmina Le Chesnay-Rocquencourt. Siedzibą gminy została miejscowość Le Chesnay.